# The Return of Dr. Fu Manchu
The Return of Dr. Fu Manchu is een Amerikaanse film uit 1930, en de tweede van de Fu Manchu-films. De rol van Fu Manchu werd net als in de vorige film vertolkt door Warner Oland. De regie was in handen van Rowland V. Lee.

## Verhaal
De film gaat verder waar de vorige ophield. Dr. Fu Manchu wil nog altijd wraak op de mensen die hij verantwoordelijk houdt voor de dood van zijn eigen familie. Daarvoor laat hij geen middel ongebruikt.

## Rolverdeling
| Acteur         | Personage               |
| -------------- | ----------------------- |
| Warner Oland   | Dr. Fu Manchu           |
| O.P. Heggie    | Inspector Nayland Smith |
| Jean Arthur    | Lia Eltham              |
| Neil Hamilton  | Dr. Jack Petrie         |
| Evelyn Hall    | Lady Agatha Bartley     |
| William Austin | Sylvester Wadsworth     |
| Margaret Fealy | Lady Helen Bartley      |
| Shayle Gardner | Detective Harding       |
| Evelyn Selbie  | Fai Lu                  |